# 辛国治
辛国治（1921年—2013年7月22日），河北省黄骅县人。中国人民解放军军事将领。
早年参加抗日救国会，后加入八路军115师东进抗日挺进纵队，任第六支队政治处宣教股股长、渤海军区第二军分区政治处副主任、主任。第二次国共内战期间，担任山东军区渤海纵队第11师政治部主任。后历任华东军区公安部队政治部副主任，上海警备区政治部主任，中国人民解放军总政治部宣传部副部长、青年部部长，北海舰队政治部主任、副政委，南海舰队副政委。1964年，晋升中国人民解放军少将。